# Associazione Calcio Lanerossi 1940-1941
Questa voce raccoglie le informazioni riguardanti l'Associazione Calcio Lanerossi nelle competizioni ufficiali della stagione 1940-1941.

## Rosa
| N. |                   | Ruolo | Calciatore           |
| -- | ----------------- | ----- | -------------------- |
|    | Italia (bandiera) | C     | Piero Andrich        |
|    | Italia (bandiera) | A     | Antonio Clavello     |
|    | Italia (bandiera) | C     | Luigi Cortiana       |
|    | Italia (bandiera) | P     | Arturo Costa         |
|    | Italia (bandiera) | C     | Riccardo Della Pappa |
|    | Italia (bandiera) | P     | Giuseppe Eberle      |
|    | Italia (bandiera) | D     | Lionello Filippi     |
|    | Italia (bandiera) | A     | Leopoldo Lanzi       |

| N. |                   | Ruolo | Calciatore        |
| -- | ----------------- | ----- | ----------------- |
|    | Italia (bandiera) | D     | Antonio Leder     |
|    | Italia (bandiera) | D     | Eugenio Pesavento |
|    | Italia (bandiera) | D     | Benvenuto Ronzani |
|    | Italia (bandiera) | A     | Italo Salvadori   |
|    | Italia (bandiera) | D     | Enrico Schinardi  |
|    | Italia (bandiera) | D     | Corrado Sforza    |
|    | Italia (bandiera) | C     | Pietro Spiazzi    |